# Ionische Akademie

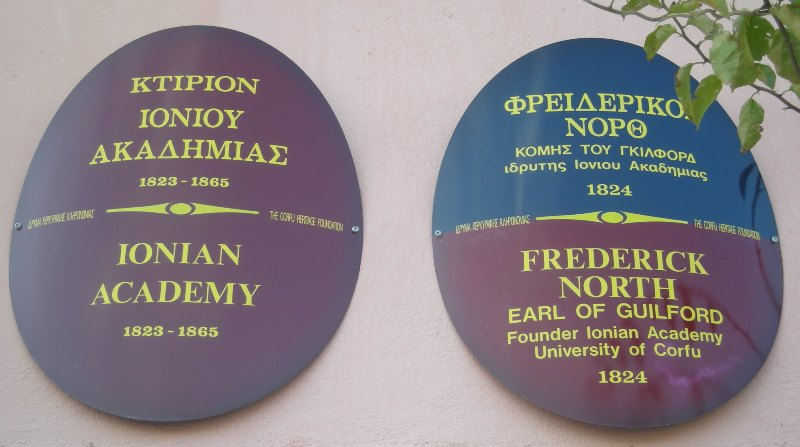
Gedenktafel

Die Ionische Akademie (griechisch Ιόνιος Ακαδημία Ionios Akadimia) auf Korfu war die erste moderne Universität in Griechenland.

## Gründungsgeschichte
Eine erste Ionische Akademie war 1808 gegründet worden; sie hatte auch einen „olympischen“ Übersetzerpreis für neue Sprachen ausgelobt, der alle vier Jahre verliehen wurde. Ihr Betrieb endete mit der Beendigung der französischen Herrschaft 1814.

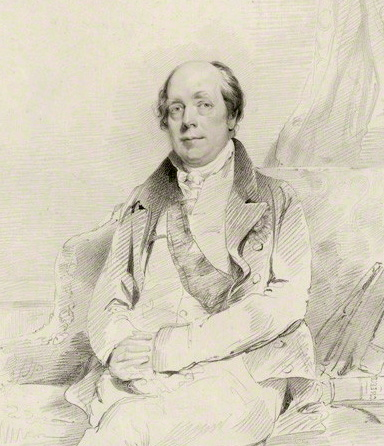
Lord Guilford

Die Akademie wurde von dem britischen Philhellenen Frederick North, 5. Earl of Guilford neu gegründet, der seit seinem ersten Besuch im Jahre 1791, als die Insel noch unter venezianischer Herrschaft war, enge Beziehungen zu Korfu unterhielt. Als die Ionischen Inseln britisches Protektorat wurden und Lord Guilford als „Erziehungs-Lord“ der „Vereinigten Staaten der Ionischen Inseln“ für das Erziehungs- und Bildungswesen zuständig war, entwickelte er die Idee der Gründung einer Universität in Ithaka, an der Studenten aus ganz Griechenland sowie anderen Mittelmeer- und Balkan-Ländern von griechischen Gelehrten unterrichtet werden sollten. Ziel dieses Projekts war es, die intellektuelle Entwicklung des griechischen Volkes zu fördern und eine höhere Bildungseinrichtung für alle jungen griechischen Studenten zu schaffen, die bis zu diesem Zeitpunkt nur Universitäten im europäischen Ausland, insbesondere in Italien, besuchen konnten.
Lord Guilford erhielt die Genehmigung der britischen Regierung zur Gründung der Universität in Ithaka. Er gestaltete die Universität nach westeuropäischem Vorbild. Seine Bemühungen dauerten mehr als acht Jahre, während der er der einzige Koordinator und Finanzier des Projekts war. Als bekannte griechische Gelehrte seinem Ruf nicht folgten, finanzierte Lord Guilford die Ausbildung ausgewählter junger Wissenschaftler an europäischen Universitäten. Diese wurden zu den Lehrern der neuen Universität.
Nach Beginn des griechischen Unabhängigkeitskriegs im Jahre 1821 wurde der Sitz der Universität von Ithaka, das relativ nah an den Kampfgebieten auf dem griechischen Festland lag, nach Korfu verlegt. Die offizielle Einweihung der Ionischen Akademie fand am 29. Mai 1824 statt. Einige Monate zuvor begannen im November 1823 Vorbereitungskurse für angehende Studenten. Die Akademie hatte vier Fakultäten: Theologie, Rechtswissenschaften, Medizin und Philosophie, die allerdings nicht alle gleich eröffnet wurden.
Die Gründung der Akademie rief gleichgültige und sogar ablehnende Reaktionen hervor. Die einflussreichen lokalen Notabeln (Kotzabasiden) befürchteten, dass die Akademie breiteren Bevölkerungsschichten Zugang zu den Hochschulen verschaffen und damit das Monopol der jungen Aristokraten für öffentliche Ämter gefährden würden. Die Vorbehalte der Briten dagegen bezogen sich auf die erheblichen Kosten der Institution und darauf, dass Studenten aus ganz Griechenland, nicht nur von den Ionischen Inseln, von der Akademie akzeptiert werden sollten. Andere wie etwa Ioannis Kapodistrias vertraten die Auffassung, der Aufbau eines Bildungssystems solle bei den Grundlagen, also der Grundschule beginnen. Guilford dagegen, der gleichzeitig für alle Ebenen des Bildungssystems des Ionischen Staates einschließlich der Ausbildung von Lehrern zuständig war, war der Ansicht, die Schaffung einer Universität habe oberste Priorität, da der Personalbedarf an gut ausgebildeten Lehrer der Primar- und Sekundarschulen nicht gedeckt war.
Guilfords plötzlicher Tod im Jahr 1827 brachte die Akademie in finanzielle Schwierigkeiten, da er die einzige stetige Einnahmequelle der neuen Institution gewesen war. Auch die anschließende Verlagerung seiner einzigartigen Bibliothek, die er der Akademie überlassen hatte, zurück nach England verstärkten die Probleme. Die Zahl der Dozentenstellen wurde reduziert und im Jahre 1828 schloss die Medizinische Fakultät; sie wurde erst 1844 wieder eröffnet. Die Ingenieurfakultät wurde 1837 gegründet und war bis 1857 in Betrieb. Als weitere Fakultät wurde 1841 die Pharmazeutische Fakultät gegründet.
Als die Republik der Ionischen Inseln sich 1864 mit dem Königreich Griechenland vereinte, wurde die Ionische Akademie zugunsten der 1837 gegründeten Nationalen und Kapodistrias-Universität Athen geschlossen, da sich Griechenland zwei Universitäten nicht leisten konnte. Einige der angesehensten Professoren der Ionischen Akademie wurden Professoren an der Universität von Athen.

## Bedeutung
Als erste moderne griechische Universität – die Universität in Athen wurde erst 1837 gegründet –, an der auch überwiegend auf Griechisch gelehrt wurde, hatte die Ionische Akademie für die Ausbildung der intellektuellen Führungsschicht des neuen griechischen Staates und damit für die geistige Wiedergeburt Griechenlands wesentliche Bedeutung. Sie stand allen Griechen, nicht nur den Bewohnern der Ionischen Inseln offen und brachte in den 40 Jahren ihres Bestehens trotz der Probleme, mit denen sie zu kämpfen hatte, eine große Anzahl von Absolventen und viele wichtige Intellektuelle hervor.

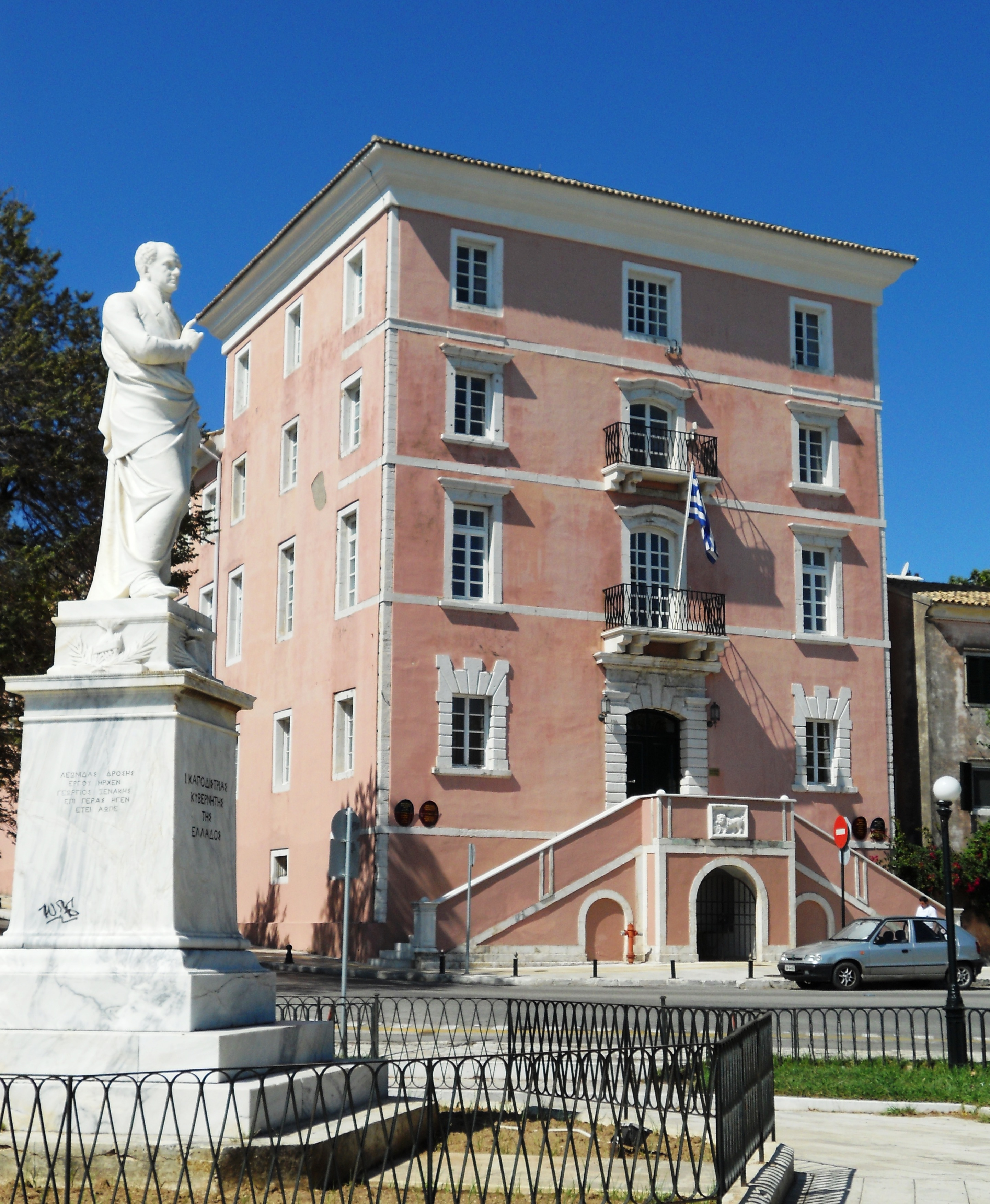
Gebäude der ehemaligen Ionischen Akademie in Korfu-Stadt
Im Vordergrund Denkmal für Ioannis Kapodistrias

An der Ionischen Akademie lehrten während ihres Bestehens zahlreiche bedeutende Gelehrte:
- Konstantinos Asopios (1785/90–1872), griechische Philologie
- Ioannis Karandinos (Karantinos, 1784–1834)[5], Mathematiker[6]
- Georgios Therianos (1775–1850), Medizin
- Francesco Orioli (1785–1856), Physik[7]
- John Batiste Delviniotis (1795–1896)[8]
- Christoforos Filitas (1788–1867), lateinische Philologie[9]
- Konstantin Sakellaridis, Archäologie
- Nikolaos Pikkolos (1792–1866), Philosophie[10]
- Georgios Ioannidis (1792–1892), Philosophie und Altgriechisch[11]
- Neofytos Vamvas (1766–1855), Philosophie[12]
- Petros Brailas-Armenis (1812–1884), Philosophie
- Theoklitos Farmakidis (1784–1860), Kirchengeschichte und Dogmatik
- Konstantin Typaldos (späterer Metropolit von Stavroupolis, 1795–1868), Theologie[13]
- Paschalis Karusos, Rechtswissenschaften
- Nikolaos Maniakis, Rechtswissenschaften
- Andreas Kalvos (bekannter Schriftsteller, 1792–1869), italienische Philologie
- Spyridon Katsaitis, Mathematik[14]
- Gian Domenico Romagnosi, dort seit 1824: Philosophie, Rechtswissenschaften

Die 1984 gegründete Ionische Universität sieht sich in der Tradition der Ionischen Akademie.

## Gebäude
Das Gebäude der ehemaligen Ionischen Akademie befindet sich an der Südspitze der Esplanade von Kerkyra. Es wurde während der venezianischen Herrschaft im frühen 18. Jahrhundert errichtet und diente zunächst als Kaserne und Sitz des Militärkommandanten.
Das Gebäude zeichnet sich durch ein elegantes ‚klassisch‘ einfaches Erscheinungsbild aus. Die Fassade ist symmetrisch, der überhöht über dem Erdgeschoss gelegene Eingang wird mit einer doppelten Freitreppe akzentuiert. Die oberen zwei Etagen über dem Eingang haben einen kleinen Balkon in der Mitte.
Seit 1840 war das Gebäude Sitz der Akademie. Nach deren Schließung diente es als Stadtbibliothek. Es wurde im Zweiten Weltkrieg am 14. September 1943 bombardiert und fast vollständig zerstört, aber in den 1990er Jahren wieder aufgebaut. Es beherbergt heute das Rektorat der Ionischen Universität und eine Aula, in der Konzerte und andere Veranstaltungen stattfinden.